# 15e Haarlem Basketball Week
De 15e editie van de Haarlem Basketball Week werd gehouden van 27 december 1996 tot en met 2 januari 1997 in het Kennemer Sportcentrum. Het evenement werd bezocht door ongeveer 20.250 toeschouwers.

## Poule A
- North Carolina Tar Heels (zou maar 2 wedstrijden spelen)
- Libertel/EBBC Den Bosch
- Bulgarije

## Poule B
- Rode Ster Belgrado
- René Coltof Den Helder
- Cagiva Varese

## Uitslagen

### Groepsfase
- 27 december 1996
  - Rode Ster Belgrado 88 vs 75 René Coltof Den Helder
  - North Carolina Tar Heels 103 vs 91 Libertel/EBBC Den Bosch

- 28 december 1996
  - René Coltof Den Helder 74 vs 75 Cagiva Varese
  - Bulgarije 61 vs 104 North Carolina Tar Heels

- 29 december 1996
  - Cagiva Varese 100 vs 83 Rode Ster Belgrado
  - Libertel/EBBC Den Bosch 96 vs 85 Bulgarije

†De nummers drie vallen af. Indien North Carolina eindigt als A1 of A2 dan spelen A3 en B3 om één vacante plaats in de finalepoules (en krijgen daarin de codering van North Carolina). Als de Amerikaanse ploeg als derde eindigt is er géén extra wedstrijd.

## Finalepoule 1
- 1.  Kalev Tallinn
- 2.  Cagiva Varese (nummer 1 poule B)
- 3.  Libertel/EBBC Den Bosch (nummer 2 poule A)

## Finalepoule 2
- 1.  Maccabi Elite Tel Aviv
- 2.  René Coltof Den Helder (nummer 1 poule A) †
- 3.  Rode Ster Belgrado (nummer 2 poule B)

## Extrawedstrijd
- 30 december 1996
  - (A3 - B3) Bulgarije 68 vs 76 René Coltof Den Helder

- - Kalev Tallinn 71 vs 70 Cagiva Varese
  - Maccabi Elite Tel Aviv 77 vs 62 Rode Ster Belgrado

- 31 december 1996
  - Libertel/EBBC Den Bosch 85 vs 98 Kalev Tallinn
  - René Coltof Den Helder 61 vs 92 Maccabi Elite Tel Aviv

- 1 januari 1997
  - Rode Ster Belgrado 84 vs 74 René Coltof Den Helder
  - Cagiva Varese 100 vs 87 Libertel/EBBC Den Bosch

## 5e/6e plaats
- 2 januari 1997
  - Libertel/EBBC Den Bosch 87 vs 71 René Coltof Den Helder

## 3e/4e plaats
- - Cagiva Varese 81 vs 93 Rode Ster Belgrado

## 1e/2e plaats
- - Kalev Tallinn 78 vs 96 Maccabi Elite Tel Aviv

## Eindstand
- 1.  Maccabi Elite Tel Aviv
- 2.  Kalev Tallinn
- 3.  Rode Ster Belgrado
- 4.  Cagiva Varese
- 5.  Libertel/EBBC Den Bosch
- 6.  René Coltof Den Helder
- 7.  Bulgarije
- -.  North Carolina Tar Heels (speelde 2 wedstrijden)